# 집게벌레과
집게벌레과는 집게벌레목에 속한 과이다. 고마로브집게벌레, 못뽑이집게벌레, 양집게벌레 등이 이에 속한다. 작은 앞날개 속에 뒷날개가 접혀 있지만 별로 날지 않으며, 잡식성이다. 온대지방에서는 1년에 1세대인 것이 많고 어른벌레는 알이나 유충을 보호하는 습성이 있다. 2령 이상의 유충은 독립하여 생활하고 4~5령을 거쳐 성충이 된다. 배 끝 꼬리집게의 기능에 대해서는 충분히 밝혀지지 않았으나 주로 방어를 위해 사용하며 먹이를 잡을 때나 뒷날개를 펴고 접는 데도 사용한다. 주로 열대·아열대 지방에 서식하고 온대 일부 지역에서도 서식한다. 어른벌레는 봄부터 여름에 걸쳐 평지나 해안의 먼지 속 또는 돌 밑이나 낙엽 밑 등에 숨어 살며 야행성이 많다. 집게벌레는 꽃과 열매에 피해를 입히지만, 한편으로는 총채벌레·달팽이·나방의 유충을 잡아먹어 도움을 주기도 한다.

## 하위 속
| - Incertae sedis - Allodahlia - Anechura - Apanechura - Chelidura - Chelidureli - Chelidurella - Doru - Eparchus - Eulithinus - Guanchia - Mesochelidura - Oreasiobia - Perirrhytus - Pseudochelidura - Timomenus | - Allodahliinae - Eulithinus - Anechurinae - Anechura - Chelidurinae - Chelidura - Mesochelidura - Pseudochelidura - Forficulinae - Apterygida - Forficula |